# Tom Darlet
Pour les articles homonymes, voir Darlet.
Pas d'image ? Cliquez ici

a Compétitions nationales et continentales officielles uniquement.

Dernière mise à jour le 06/11/2021.
Tom Darlet, né le 6 août 1996 à Saint-Paul, est un joueur français de rugby à XV, évoluant au poste de troisième ligne.

## Biographie
Tom Darlet commence le rugby au sein du XV dyonisien en 2005. A 14 ans, il part une année en Afrique du Sud, au sein du St. Charles College (en) de Pietermaritzburg. Là, il y a découvre un rugby plus physique, avant de rentrer à La Réunion. Il passe des tests, et intègre alors les équipes jeunes du CA Périgueux, où il reste jusqu'à ses 19 ans.
Il rejoint ensuite le centre de formation de l'Aviron bayonnais. En 2019, il connaît ses premiers matchs séniors en Pro D2, et est intégré à la fin de l'année à l'effectif professionnel de l'Aviron. Il est titularisé pour la première fois en Top 14 face au SU Agen. Il joue finalement 5 matchs de Top 14 cette saison-là.
Finalement non conservé par Bayonne au terme de la saison 2020-2021, il s'engage pour une saison en faveur de l'US bressane, récent promu en Pro D2. Bien que régulièrement titulaires (16 fois durant la saison), il est non conservé en fin de saison. Il reste une saison sans jouer, puis rebondit en 2023 au sein de l'Anglet Olympique. Toutefois, il notifie au club sa décision d'arrêter dès le mois d'octobre.

## Statistiques
| Saison                      | Club                        | Championnat | Championnat | Championnat | Coupe d'Europe | Coupe d'Europe | Coupe d'Europe |
| Saison                      | Club                        | Compétition | Matches     | Essais      | Compétition    | Matches        | Essais         |
| --------------------------- | --------------------------- | ----------- | ----------- | ----------- | -------------- | -------------- | -------------- |
| 2018-2019                   | Aviron bayonnais            | Pro D2      | 4           | 0           |                |                |                |
| 2019-2020                   | Aviron bayonnais            | Top 14      | 5           | 0           | Challenge Cup  | 2              | 0              |
| 2020-2021                   | Aviron bayonnais            | Top 14      | 3           | 0           | Challenge Cup  | 1              | 0              |
| Sous-total Aviron bayonnais | Sous-total Aviron bayonnais | Pro D2      | 4           | 0           |                |                |                |
| Sous-total Aviron bayonnais | Sous-total Aviron bayonnais | Top 14      | 8           | 0           | Challenge Cup  | 3              | 0              |
| 2021-2022                   | US bressane                 | Pro D2      | 19          | 10          |                |                |                |